# Rejoneo

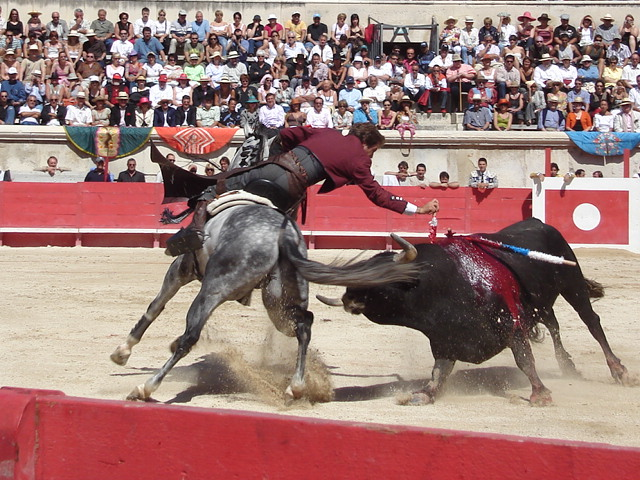
Rejoneador en plena faena

El rejoneo o corrida de rejones es el toreo que se realiza a caballo por un torero llamado rejoneador. El caballo empleado para el rejoneo está domado específicamente para lidiar un toro bravo. La lidia tiene lugar en una plaza de toros y se divide en tres tercios. Aun siendo una forma de torear difiere de las corridas de toros en las que la lidia se realiza a pie.
El rejoneo, origen de la lidia, tuvo su mejor momento en el siglo XVII cuando los lidiadores eran los nobles y los caballeros. Esta primigenia forma de lidiar toros cayó en desuso en el siglo XVIII en favor de la lidia a pie, con la que se sentaron las bases del toreo moderno. El rejoneo recuperó su lugar en la tauromaquia entrado el siglo XX, ya modernizado. El rejoneo es uno de los espectáculos taurinos que el público más solicita.

## Lidia a caballo

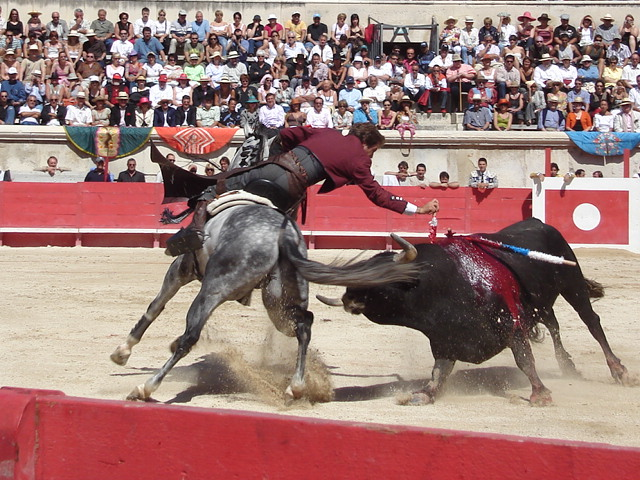
Corrida de rejones.

La lidia a caballo fue la forma original de torear al toro bravo, en las que los caballeros montados realizaba las suertes de alancear, rejonear y picar. El periodo más importante del rejoneo fue el siglo XVII, en el que además de ser el momento cumbre del mismo, lo es sobre todo de una forma o estilo de montar a caballo, el estilo a la jineta, típica de los jinetes españoles durante esta época. Sobre la importancia del estilo de montar a la jineta Fernán Chacón publicó en 1551 su obra «Tratado de caballería de la gineta» (sic.) detalla las técnicas de la misma e indica que la característica de esta era la de emplear unos estribos más cortos que los empleados en la monta a la brida, adaptada al caballo andaluz sobre todo. Esta diferencia permitía a los jinetes realizar entre otros movimientos, las suertes taurinas como la lanzada que facilitó el triunfo del toreo a caballo o rejoneo.
La lidia a caballo evolucionó hasta convertirse en espectáculo ecuestre con las Reales Maestranzas de Caballería. Estas contaban con sus propias plazas de toros donde el aficionado podía acudir para ver los entrenamientos de los caballeros. El caballero más destacado fue Pedro Ponce de León, durante el reinado de Carlos I de España. De la suerte de alancear esperando al toro con el caballo de frente parado se pasó a acudir hacia la res para salir de la suerte o encuentro al cuarteo, en el caso de fallar el caballero o caer del caballo debía de terminar la lidia a pie, esta acción fue conocida como empeño a pie. Con la prohibición del estilo de montar a la jineta de 1875 el toreo a caballo quedó en manos de los lidiadores a pie y de los varilargueros, decayendo el toreo a caballo en España, no así en Portugal donde se desarrolló hasta que se consolidó un estilo propio que se mantiene vigente: el rejoneo luso o lusitano.
En el siglo XX resurge el rejoneo en España siguiendo el estilo luso. Destaca Antonio Cañero, capitán del ejército de caballería nacido en Córdoba, torero aficionado y jinete, como el primer jinete acartelado formalmente. El estilo inicial de Cañero que era más rudo y alejado del estilo luso, acabó por depurarse influenciado por rejoneadores como Simao da Veiga o Joao Nuncio con quienes el rejoneador lidió en varias ocasiones, al tiempo que los lidiadores lusos incorporaron por ejemplo el colocar banderillas a dos manos o a dar muerte al toro con el estoque desde el caballo, un estilo que dominó Cañero. de estos inicios surgen rejoneadores como El Algabeño, Alfonso Reyes o Juan Belmonte, quien tras retirarse de la lidia a pie no dudó en hacerse rejoneador, aportando el temple al torero a caballo como hizo con el toreo a pie. Acabada la guerra civil el rejoneo alcanza su cima con rejoneadores como Álvaro Domecq Díez, momento en el que el toreo a caballo ya incluye situar al toro para las banderillas, las suertes se realizan de forma más elegante. Tras un periodo de declive, el rejoneo resurge con Luis y Antonio Domecq, Fermín Bohórquez, Ginés Cartagena, Pablo Hermoso de Mendoza quien revoluciona la doma del caballo torero marcando un punto de inflexión en el rejoneo y posteriormente surgen otras figuras como Andy Cartagena, Lea Vicens, Leonardo Hernández o Martín González Porras.
La lidia a caballo se divide en tres tercios al igual que en la lidia a pie, se inicia con el paseíllo a caballo de los lidiadores y sus cuadrillas a pie, en el que se saluda con una muestra de doma en el ruedo. En la lidia de rejones el rejoneador ha de observar igualmente las características del toro y sus querencias —la querencia es el lugar hacia donde el toro tiene preferencia para ir— para saber cómo debe abordar la faena de torearlo. Las corridas de rejones están reguladas por el mismo reglamento taurino que las corridas a pie en el Reglamento de Espectáculos Taurino, artículo 7, donde se articulan las categorías de los rejoneadores, la obligación de estar inscritos en el registro o las condiciones que deben reunir para tomar la alternativa.

## Tercio de salida
El primer tercio o tercio de salida tiene como objetivo probar la forma en la que embiste el toro, consiste por tanto en parar al toro, para ello el rejoneador hace que el toro le persiga cercano a la grupa del caballo. El toreo que en la lidia a pie se realiza con el capote en el rejoneo se realiza con el caballo, es decir que el rejoneador a través de los movimientos de su montura cita al astado. Con estos cites el torrero va suavizando las embestidas del toro moderando la velocidad del caballo. Una vez acompasada la embestida el rejoneador coloca uno o dos rejones llamados de castigo. El rejón de castigo consiste en una vara de un metro sesenta centímetros de longitud en cuyo extremo alberga un cubillo de seis centímetros de longitud con una lanza y un tope, cuyas dimensiones están regladas por el reglamento taurino en el artículo

## Tercio de banderillas
En el segundo tercio o de banderillas además de poner las banderillas el rejoneador realiza una serie de adornos con exhibición de la doma de los caballos.  Las banderillas las coloca el rejoneador desde el caballo, y el tercio se desarrolla de forma similar al de la lidia a pie en cuanto al repertorio y formas de banderillear: de frente, al quiebro, a dos manos, al sesgo, con banderillas largas o cortas. El reglamento limita a tres los pares de banderillas que pueden colocarse durante el tercio. El rejoneador debe citar al toro de frente, en el centro del ruedo, colocando las banderillas cuando el toro está a la altura del estribo y siempre desde arriba. Las banderillas están reguladas en el ya citado reglamento taurino, artículo 88.

## Tercer tercio o de la muerte suprema
El tercer y último tercio en la corrida de rejones corresponde a la suerte de matar. Para realizar dicha suerte se emplea el rejón de muerte y siempre citará al toro de frente. Para realizar la suerte el rejoneador no podrá descender del caballo, ni podrá ser ayudado por ningún peón ni torero de acuerdo con el reglamento taurino, sin tener colocados al menos dos rejones de muerte. Una vez realizada la suerte de matar, si el toro no ha doblado el rejoneador puede poner pie a tierra para descabellar con un estoque de descabello. Al igual que sucede en la lidia a pie, este tercio tiene un límite de tiempo transcurridos cinco minutos desde su inicio, el lidiador recibe un primer aviso, si pasados dos minutos más el toro continúa en pie suena un segundo aviso, con el que obligatoriamente el rejoneador ha de desmontar del caballo para realizar la suerte a pie para lo que tiene cinco minutos más. Finalizada la lidia del toro, al igual que sucede en las corridas a pie, el público valora la faena realizada por el rejoneador y el comportamiento del toro en el ruedo, solicitando los trofeos correspondientes para el rejoneador agitando en el aire un pañuelo blanco, o bien emitiendo su disconformidad con la faena realizada mediante abucheos.  Así mismo el presidente de la plaza también podrá conceder, cuando el público así lo solicite, la vuelta al ruedo del astado. Por último a petición del público, en casos de extraordinaria bravura y comportamiento del toro  —forma de acometer, embestidas, etc.— mostrados durante la lidia, el presidente de la plaza de toros puede conceder el indulto del toro, en cuyo caso se simula la suerte de matar y se devuelve el toro a los corrales para que regrese a su ganadería como semental.

## Vestimenta
Los rejoneadores usan diferentes vestimentas: los españoles y americanos visten con traje corto campero andaluz (los mexicanos pueden vestir a la usanza charra), mientras que los portugueses usan el atuendo llamado "A la Federica", rememorando los atavíos del siglo XVIII.

## Destacados
En el rejoneo han destacado diversas figuras como los  madrileños Manuel Vidrié y Bernardino Landete (creador del par al violín), los andaluces Joaquín Pareja-Obregón, Álvaro Domecq Díez, Paco Ojeda o los hermanos Ángel y Rafael Peralta, y el portugués João Moura . En la actualidad destacan el navarro Pablo Hermoso de Mendoza, la francesa Lea Vicens, el jerezano Fermín Bohórquez, El extremeño Leonardo Hernandez Narvaez, Andrés Céspedes González "Andy Cartagena", Álvaro Domecq Romero, Diego Ventura o Sergio Galán.